# Kloster St. Raphael

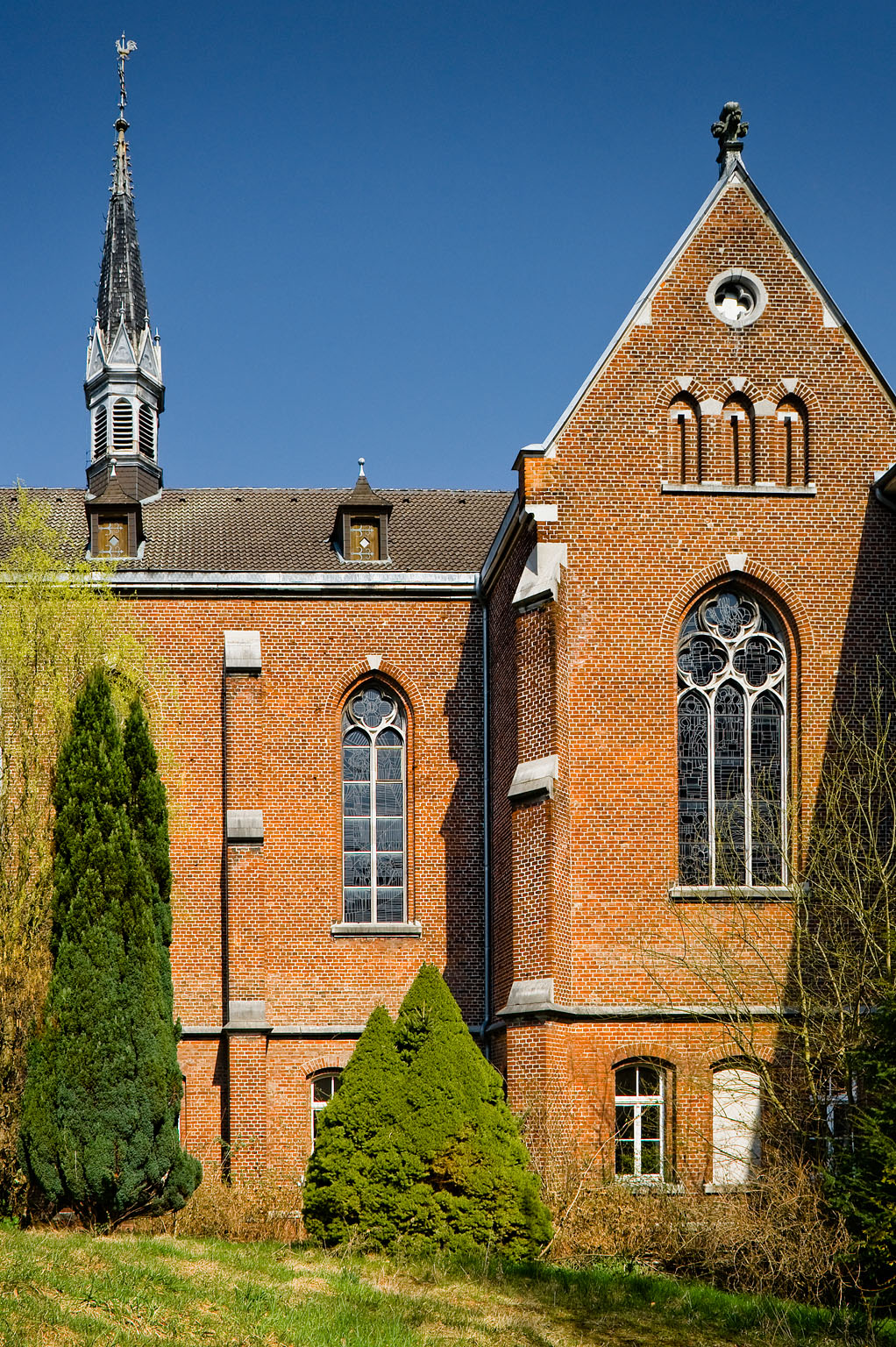
Die ehemalige Klosterkapelle von St. Raphael in Aachen

Das Kloster St. Raphael in Aachen ist ein ehemaliges Kloster der Ordensgemeinschaft der Töchter vom Heiligen Kreuz, welches 1903 geweiht wurde. Es diente 70 Jahre lang als Fürsorgeheim und später der Altenpflege. 2003 wurde das Kloster von der Ordensgemeinschaft aufgegeben und im Jahr 2007 im Sinne einer Umnutzung verkauft. Den Zuschlag bekam ein Wohnungsbauprojekt. Im Herbst 2009 begannen die Sanierungsarbeiten am ehemaligen Kloster und der Kapelle. Zusammen mit den angegliederten Neubauten entstand so das Wohnquartier Raphaelhöfe Soers.

## Lage
Das ehemalige Kloster St. Raphael liegt im Stadtteil Aachen-Laurensberg zwischen Strüver Weg und Lindenallee, am Fuße des Lousbergs und unmittelbar am heutigen Landschaftsschutzgebiet Aachen von Gut Müsch (in manchen Quellen auch „Mützhof“ genannt). Der Aachener Dom ist nur etwa 1,5 Kilometer entfernt.

## Vorgeschichte
Bereits 1686 wurde am Abhang des Lousbergs das Gut Müsch mit einer weitläufigen Nutz- und Parklandschaft angelegt. 1802 baute der Generalsekretär der französischen Verwaltung, Wilhelm Körfgen, das Gut zu seiner Sommerresidenz aus – es entstand der Müschpark, eine feudale Parklandschaft mitsamt Sommerhaus und Gewächshäusern. 1831 kaufte die Familie Johann Heinrich Kesselkaul (1791–1858), Inhaber der Aachener Tuchfabrik Kesselkaul, das Gut. In der Folgezeit hatte das Anwesen dann stetig wechselnde Eigentümer aus den Aachener Industriedynastien. Letzter privater Käufer war Eduard van Gülpen, der den Park 1866 durch den Düsseldorfer Hofgärtner Joseph Clemens Weyhe, Sohn von Maximilian Friedrich Weyhe, der bereits die Lousberganlagen errichtete, im Stil der Zeit gestalten ließ.
1867 zweigte die Familie van Gülpen einen Teil des Geländes von Gut Müsch für den Bau der Tuchfabrik van Gülpen ab. Dieses in der Industriearchitektur des 19. Jahrhunderts errichtete Gebäude war der erste Hochbau in der Soers, einem Ortsteil des Stadtbezirks Aachen-Laurensberg. Hinter den roten Backsteinfassaden wurden fast 30 Jahre Stoffe gefertigt. 1901 wurde das gesamte Areal an den Tuchfabrikanten Carl Delius vererbt, Präsident der Handelskammer Aachen. Nach dem Tod der Witwe Delius ging das Gut Müsch auf Hans van Gülpen über.

## Geschichte

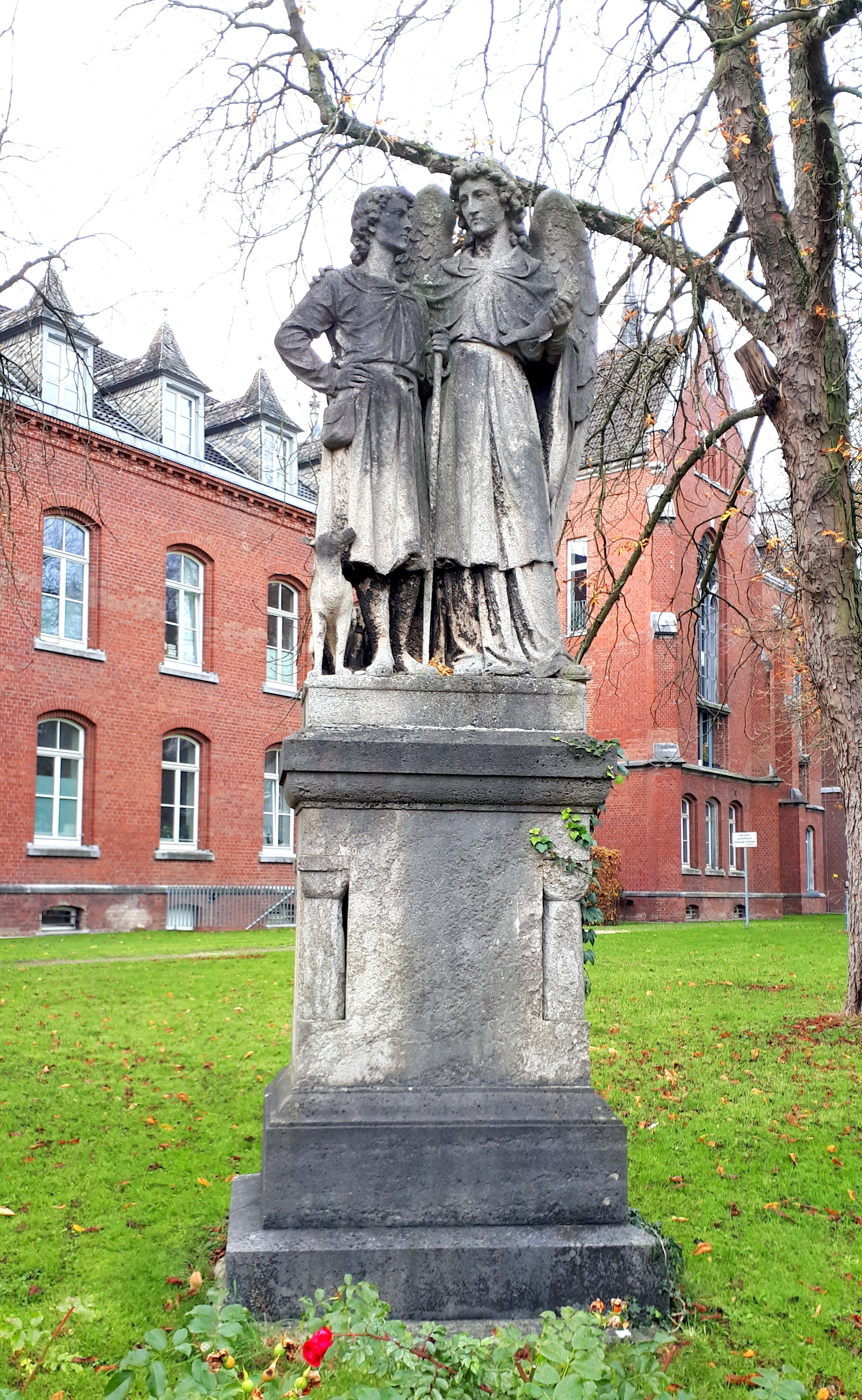
Statue Engel St. Raphael

1903 begann eine neue Ära: Die Ordensgemeinschaft der Töchter vom Heiligen Kreuz erwarb das Areal der Tuchfabrik van Gülpen, welches zu dieser Zeit bereits sechs Jahre leer stand, um dort auf Wunsch der Regierung ein Fürsorgeheim für Mädchen („Heim für schulentlassene und gefährdete Mädchen“) im Bezirk Aachen aufzubauen. Das Parkgelände selbst wurde zur Versorgung des Klosters genutzt. Die alte Textilfabrik wurde dem Erzengel Raphael geweiht, der als Schutzpatron der Kranken gilt. Die 1916 aufgestellte Statue des heiligen Raphael befindet sich noch heute auf dem Gelände.
Als die Zahl der in dem Fürsorgeheim beherbergten Jugendlichen über die zuvor veranschlagten 60 Personen hinauswuchs, wurde der Gebäudekomplex 1906 um ein weiteres Klostergebäude und um die Klosterkapelle mit ihrem weithin sichtbaren Glockenturm erweitert. Am Kapellengebäude wurden noch 1968 mehrere Fenster des Glaskünstlers Paul Weigmann aus Antikglas eingesetzt, wogegen die Fenster in der Schwesternkapelle von einem unbekannten Künstler aus dem Jahr 1980 stammen. Bis vor rund 40 Jahren war die Kapelle zugleich geistiger Mittelpunkt des Pfarrrektorates Soers und unterstand der Pfarrei Franziska von Aachen. Kloster und Kapelle stehen heute unter Denkmalschutz.
Bereits 1921 betreute das Fürsorgeheim mehr als 200 Mädchen. Im Jahr 1929 erwarb der Orden auch das angrenzende Gut Müsch, um die beabsichtigte Einrichtung eines „Etablissements zweifelhaften Rufs“ in einem der ehemaligen Wirtschaftsgebäude von Gut Müsch zu verhindern. Hinter den Klostermauern erhielten mehr als 70 Jahre junge Mädchen Heimat und Bildung.
In beiden Weltkriegen diente das Kloster St. Raphael auch als Lazarett und Zufluchtsstätte für obdachlos gewordene Bürger. Den wahrscheinlich berühmtesten Besucher beherbergte das Areal im Februar 1945: der spätere US-Präsident Dwight D. Eisenhower besuchte das Kloster St. Raphael, welches seinerzeit zu einer amerikanischen Kaserne umfunktioniert worden war.
Nach dem Krieg wurde die Altenpflege auf dem Klostergelände ausgebaut. Es entstand ein Anbau mit einem hoch aufragenden Bettenaufzug. 1977 entschied die Ordensgemeinschaft Töchter vom Heiligen Kreuz das Jugendheim aufzulösen und erarbeitete ein Konzept zur Erweiterung des Altenheims. Die Trägerschaft für das Altenheim übergaben die Töchter vom Heiligen Kreuz 1994 an die Deutsche-Ordens-Hospital-Werk GmbH. Dieses Gebäude gehört seitdem nicht mehr zum Klostergelände. 2003 entschloss sich die Ordensleitung dazu das Kloster St. Raphael aufzugeben und das Gelände zu verkaufen.

## Heutige Nutzung

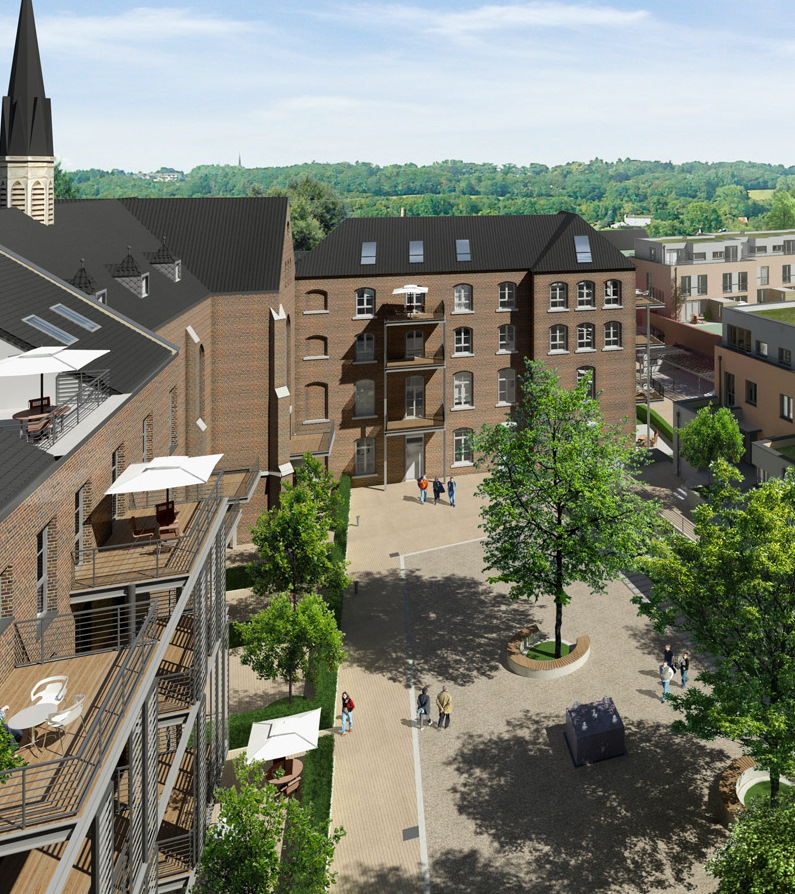
Raphaelhöfe Soers: Aufsicht auf den ehemaligen Klosterhof

Nach der Profanierung des Klosters und der Kapelle wurde 2007 das Gesamtareal von der Interboden-Gruppe erworben. 2008 überschrieb der Neueigner Interboden die rund 107.000 m² des Müsch-Parks mit seinen alten Wegen und dem zum Teil jahrhundertealten Baumbestand an die Stadt Aachen. Das Gelände steht wie zu Klosterzeiten der Öffentlichkeit als Freizeit- und Erholungslandschaft zur Verfügung. Der Park, seit 2010 eingetragenes Gartendenkmal, zählt nun zum Landschaftspark Lousberg. Von der dortigen Buchenallee entlang am Nordhang führt der im Rahmen der EuRegionale 2008 im Dreiländereck Deutschland, Belgien, Niederlande angelegte Weiße Weg durch den Müsch-Park weiter in den Pferdelandpark Aachen-Herzogenrath-Kerkrade.
Im Herbst 2009 begann die Ratinger Firma Interboden mit den Sanierungsarbeiten am ehemaligen Kloster und der Kapelle und der Errichtung der angegliederten Neubauten. Die denkmalgeschützten Strukturen wurden dabei in den Bau eingegliedert. Insgesamt entstanden bei dem Bauprojekt Raphaelhöfe Soers 65 Denkmal- und Neubauwohnungen, davon vier im vormaligen Kapellengebäude mit insgesamt rund 8.500 Quadratmeter Wohnfläche. Die ehemalige Kapelle ist dabei die erste denkmalgeschützte Kirche in Deutschland, deren Kapellenraum vollständig zu Wohnzwecken umgebaut wurde. Den Quartiersmittelpunkt bildet der alte Klosterhof. Die zwei weiteren angegliederten Höfe (Lindenhof und Torhof) sind neben dem alten Schutzpatron des Klosters (St. Raphael) die Namenspaten für die Raphaelhöfe Soers.

## Auszeichnung
Die Raphaelhöfe Soers Aachen wurden 2014 mit dem FIABCI Prix d´Excellence Germany in Gold in der Kategorie „Wohnen“ ausgezeichnet. Der FIABCI Prix d´Excellence ist ein internationaler Preis für herausragende Projektentwicklungen, der 2014 als bundesweite Auszeichnung zum ersten Mal auch in Deutschland in den Kategorien „Wohnen“ und „Gewerbe“ ausgelobt wurde.